# Bruce Murray, 12. Duke of Atholl
Bruce George Ronald Murray, 12. Duke of Atholl OStJ (* 5./6. April 1960 in Louis Trichardt, Südafrika), ist ein südafrikanischer Unternehmer sowie schottischer Peer und Chief des Clan Murray.

## Leben
Er ist der ältere Sohn des John Murray, 11. Duke of Atholl, aus dessen Ehe mit Margaret Yvonne Leach. Als Heir apparent seines Vaters führte er ab 1996 den Höflichkeitstitel Marquess of Tullibardine.
Er schloss 1979 die Jeppe High School for Boys in Johannesburg ab und absolvierte danach eine Försterausbildung am Saasveld Forestry College. Als Wehrpflichtiger diente er für zwei Jahre im South African Infantry Corps der South African Army. Anschließend wurde er im Rang eines Lieutenant Reserveoffizier im Transvaal Scottish Regiment. Er war zeitweise Geschäftsführer einer Teeplantage und betreibt ein eigenes Unternehmen, den The Stamp and Sign Shop in Louis Trichardt.
Beim Tod seines Vaters erbte er am 15. Mai 2012 dessen schottische Adelstitel als 12. Duke of Atholl, 13. Marquess of Atholl, 12. Marquess of Tullibardine, 15. Earl of Tullibardine, 14. Earl of Atholl, 12. Earl of Strathtay and Strathardle, 13. Viscount of Balquhidder, 12. Viscount of Balwhidder, Glenalmond and Glenlyon, 17. Lord Murray of Tullibardine, 15. Lord Murray, Gask and Balquhidder und 13. Lord Murray, Balveny and Gask.
Als Duke of Atholl ist er seit 2012 Colonel-in-Chief der Atholl Highlanders und damit Inhaber eines privaten schottischen Infanterieregiments, das allerdings ausschließlich zeremonielle und keine militärischen Funktionen hat. Er war bereits 2000 in die Atholl Highlanders aufgenommen und zum Lieutenant Colonel ernannt worden.
Im Dezember 2015 wurde er als Officer des Order of Saint John (OStJ) ausgezeichnet.
Der Duke ist einer der Patrone der Keepers of the Quaich, einer Vereinigung, die sich für den Erhalt der Tradition in der Whiskeyherstellung einsetzt. Der Familiensitz in Schottland, Blair Castle, ist ebenfalls der Hauptsitz der Keepers of the Quaich.

## Heirat und Kinder
Am 4. Februar 1984 heiratete er in Johannesburg Lynne Elizabeth Andrew. Sie sind seit 2003 geschieden. Das Ehepaar hat drei Kinder:
- Michael Bruce John Murray, Marquess of Tullibardine (* 1985);
- Lord David Nicholas George Murray (* 1986);
- Lady Nicole Murray (* 1987).[7]

2009 heiratete er Charmaine Myrna. Diese Ehe ist kinderlos.